# بنة باد (فتح أباد)
بنة باد (بالفارسية: بنه باد) هي قرية تقع في إيران في Fathabad Rural District. يقدر عدد سكانها بـ 99 نسمة .